# Comuna Tarasivka, Bobrîneț
Tarasivka (în ucraineană Тарасівка) este o comună în raionul Bobrîneț, regiunea Kirovohrad, Ucraina, formată din satele Cervonopillea, Ivanivka, Novokîiivka, Tarasivka (reședința) și Zahidne.

## Demografie
Componența lingvistică a comunei Tarasivka
     Ucraineană (95,06%)
     Rusă (2,92%)
     Română (1,42%)
     Alte limbi (0,22%)
Conform recensământului din 2001, majoritatea populației comunei Tarasivka era vorbitoare de ucraineană (95,06%), existând în minoritate și vorbitori de rusă (2,92%) și română (1,42%).